# Kelly Sildaru
Kelly Sildaru (n. 17 februarie 2002, Tallinn, Estonia) este o sportivă ce a reprezentat Estonia, medaliată olimpică. A participat la 1 ediție a Jocurilor Olimpice (2022) în care a câștigat 1 medalie de bronz.